# Jesús Castillo
Jesús Castillo Molina (Callao, 11 giugno 2001) è un calciatore peruviano, centrocampista dell'Universitario e della nazionale peruviana.

## Palmarès

### Club

#### Competizioni nazionali
- Campionato peruviano: 1

Sporting Cristal: 2020
- Copa Bicentenario: 1

Sporting Cristal: 2021